# Alberto de Sajonia-Coburgo y Gotha
El príncipe Alberto de Sajonia-Coburgo y Gotha (Inglés: Francis Augustus Charles Albert Emmanuel; Coburgo, 26 de agosto de 1819-Windsor, 14 de diciembre de 1861) fue el esposo de la reina Victoria y consorte del Reino Unido de Gran Bretaña e Irlanda desde 1840, año en el que contrajeron matrimonio, hasta su fallecimiento en 1861. En 1857 le fue concedido, formalmente, el título de príncipe consorte, siendo el primero en ostentar tal dignidad. 
Nació en el ducado ernestino de Sajonia-Coburgo-Saalfeld, en el seno de una familia conectada con muchos de los monarcas gobernantes de Europa. A los veinte años, se casó con su prima hermana, la reina Victoria, con quien tuvo nueve hijos. Al principio de su matrimonio, se sintió limitado por su posición como consorte, que no le confería ningún poder o responsabilidad; sin embargo, con el tiempo adoptó muchas causas públicas, como la reforma educativa y la abolición de la esclavitud a nivel mundial, y asumió la administración del personal, las propiedades y la oficina de la reina. Estuvo muy involucrado en la organización de la Gran Exposición de 1851. Ayudó a desarrollar la monarquía constitucional del Reino Unido convenciendo a su esposa para que se mostrara menos partidista en sus relaciones con el Parlamento, aunque estaba profundamente en desacuerdo con la política exterior intervencionista seguida durante la permanencia de lord Palmerston como secretario de Relaciones Exteriores.
Murió a la edad de 42 años, lo que sumió a Victoria en un profundo duelo que duró el resto de su vida. Después de la muerte de la reina en 1901, su hijo mayor, Eduardo, la sucedió como el primer monarca británico de la Casa de Sajonia-Coburgo y Gotha, que en 1917 sería renombrada por su nieto Jorge V como Casa de Windsor, debido a que el Reino Unido se encontraba enfrentado a Alemania en la Primera Guerra Mundial y el nombre germánico era muy impopular en aquel momento.

## Primeros años

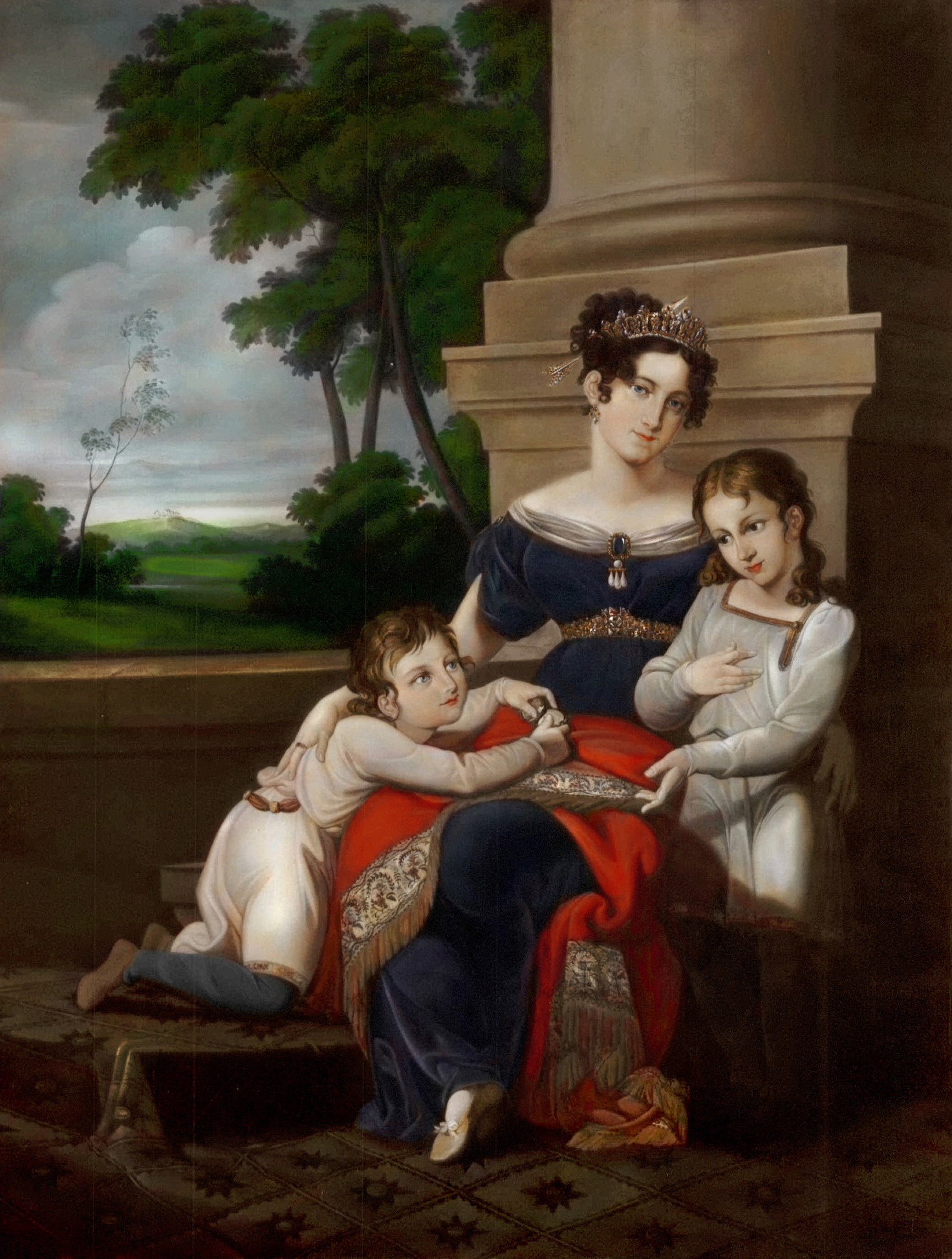
Alberto (izquierda) con su hermano mayor Ernesto y su madre Luisa, poco antes de su exilio de la corte.

Alberto nació el 26 de agosto de 1819 en el castillo de Rosenau, cerca de Coburgo, Alemania; era el segundo hijo de Ernesto III de Sajonia-Coburgo-Saalfeld y su primera esposa, Luisa de Sajonia-Gotha-Altemburgo. La reina Victoria, futura esposa de Alberto, nació poco tiempo antes, el mismo año y con la asistencia de la misma partera, Frau Siebold. Fue bautizado en la Iglesia evangélica luterana el 19 de septiembre de 1819 en el Salón de Mármol de Rosenau con agua tomada del río local, el Itz. Sus padrinos fueron su abuela paterna, Augusta de Reuss-Ebersdorf, duquesa viuda de Sajonia-Coburgo-Saalfeld; su abuelo materno, Augusto, duque de Sajonia-Gotha-Altenburgo; Francisco I, emperador de Austria, quien al ser católico no figuró como padrino, sino como «protector»; Alberto de Sajonia-Teschen, duque de Teschen; y Emanuel, conde de Mensdorff Pouilly. Federico IV duque de Sajonia-Gotha-Altenburgo y tío abuelo de Alberto, murió en 1825. Su muerte llevó a un nuevo arreglo de los ducados sajones al año siguiente, y el padre de Alberto se convirtió en duque reinante de Sajonia-Coburgo-Gotha, como Ernesto I.
Alberto y su hermano mayor, Ernesto, tuvieron en su niñez y juventud una relación muy cercana, marcada por el turbulento matrimonio de sus padres y la final separación y divorcio. Después de que su madre fue exiliada de la corte en 1824, se casó con su amante, Alejandro de Hanstein, conde de Pölzig y Beiersdorf, después de obtener el divorcio en 1826 con la condición de que Luisa no volviera a ver nunca a sus hijo. Murió de cáncer a la edad de 30 años en 1831. Al año siguiente, su padre se casó con su sobrina, prima de sus hijos, la princesa María de Wurtemberg, pero el matrimonio no fue muy cercano y María tuvo poco impacto en las vidas de sus hijastros.
Los hermanos fueron educados en casa por Christoph Florschütz, con quien Alberto aprendió a dominar el inglés desde los cuatro años, aunque como germanohablante nativo, al igual que su futura esposa Victoria, era el alemán el idioma que solían utilizar en la intimidad. Más tarde estudiaron en Bruselas, donde Adolphe Quetelet fue uno de sus tutores. Al igual que muchos otros príncipes alemanes, Alberto asistió a la Universidad de Bonn; estudió derecho, economía política, filosofía e historia del arte. Estudió música y destacaba en los deportes, especialmente esgrima y equitación. Sus maestros en Bonn incluyeron al filósofo Immanuel Hermann Fichte y al poeta August Wilhelm von Schlegel.

## Matrimonio

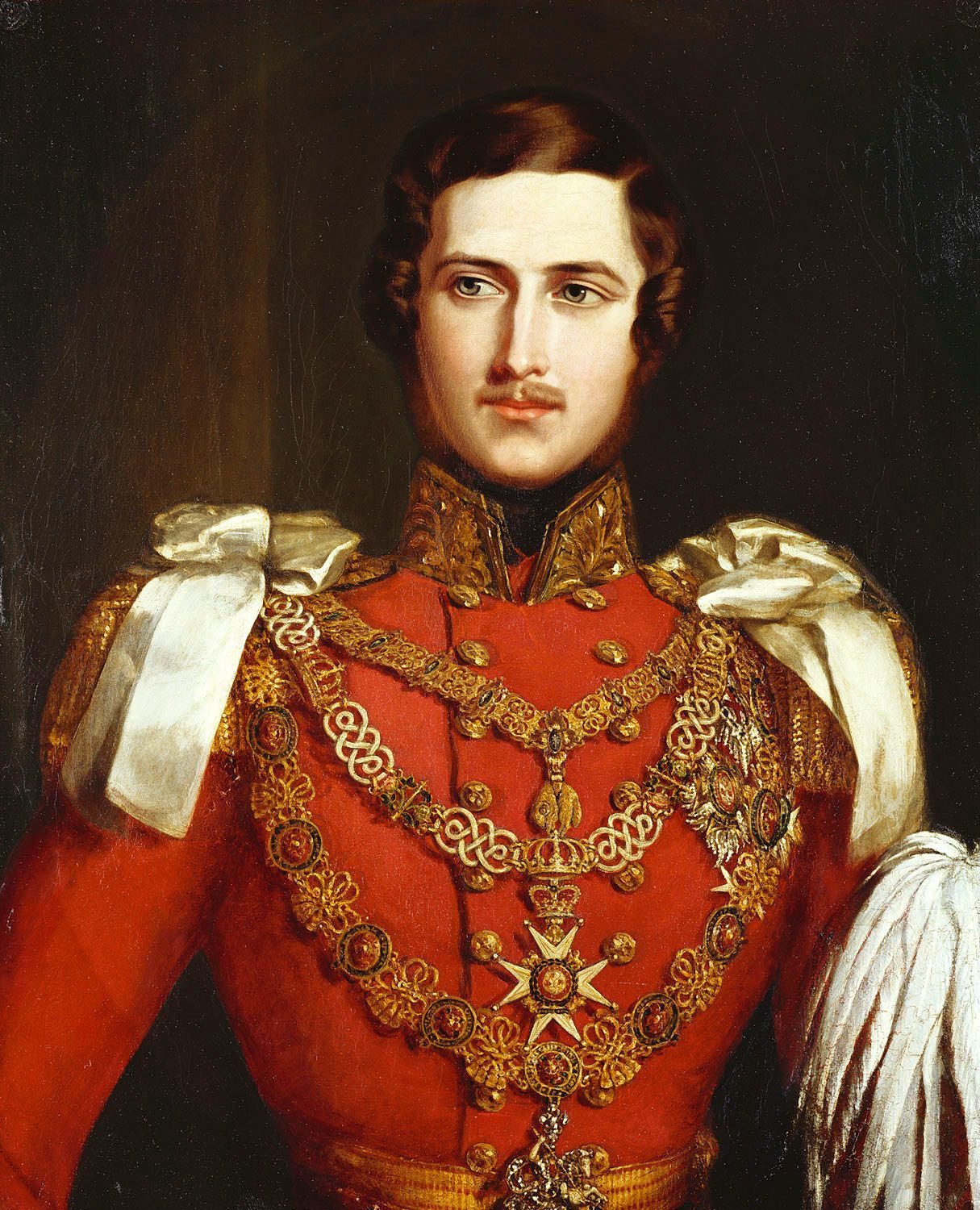
Retrato de Alberto por John Partridge, 1840

Para 1836, la idea del matrimonio entre Alberto y su prima Victoria, había surgido en la mente de su ambicioso tío, Leopoldo, que era rey de los belgas desde 1831. En este momento, Victoria era la presunta heredera al trono británico. Su padre, Eduardo Augusto, duque de Kent, quien era el cuarto hijo del rey Jorge III del Reino Unido, había muerto cuando ella era un bebé y su anciano tío, el rey Guillermo IV, no tenía hijos legítimos. Victoria de Sajonia-Coburgo-Saalfeld, duquesa de Kent y madre de Victoria, era hermana del rey Leopoldo y del padre de Alberto, el duque de Sajonia-Coburgo y Gotha. Leopoldo hizo arreglos para que su hermana invitara al duque de Sajonia-Coburgo y Gotha y a sus dos hijos a visitarla en mayo de 1836, con la finalidad de conocer a Victoria. Sin embargo, el rey Guillermo IV, reprobaba cualquier relación con los Coburgo y en cambio favorecía el compromiso con el príncipe Alejandro de los Países Bajos, segundo hijo de Guillermo, príncipe de Orange. Victoria era muy consciente de los distintos planes matrimoniales y valoró críticamente un desfile de príncipes elegibles. Victoria escribió, «[Alberto] es extremadamente atractivo; su pelo es casi del mismo color que el mío; sus ojos son grandes y azules, tiene una hermosa nariz y una boca muy dulce con magníficos dientes; pero lo fascinante de su semblante es su expresión, que es lo más encantador. Por el contrario, Alejandro es "muy vulgar"».
Victoria le escribió a su tío Leopoldo para darle las gracias «por la perspectiva de gran felicidad que has contribuido a darme en la persona del querido Alberto [...] Posee todas las cualidades que podría desear para hacerme absolutamente feliz». Aunque no se estableció un acuerdo formal, la familia asumió que el compromiso tendría lugar.

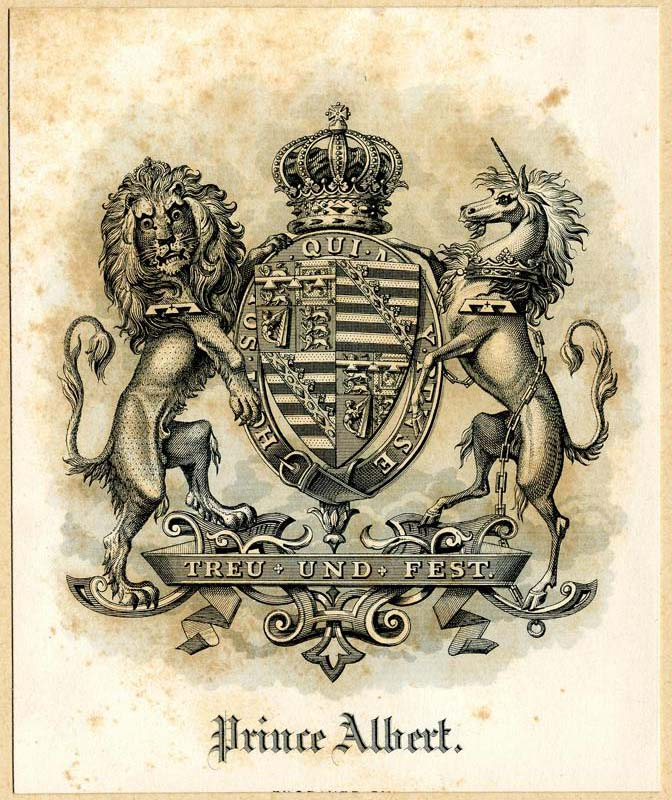
Exlibris que muestra el escudo de armas de Alberto, príncipe consorte.

Victoria llegó al trono con solo dieciocho años de edad el 20 de junio de 1837. Sus cartas de esa época muestran interés en la educación que Alberto debería recibir para el papel que tendría que desempeñar, aunque se resistió a los intentos por apresurar el matrimonio. En el invierno de 1838-39, el príncipe visitó Italia, acompañado por el consejero confidencial de la familia Coburgo, el barón Stockmar.
Alberto y su hermano Ernesto volvieron al Reino Unido en octubre de 1839, para visitar a la reina con el objeto de arreglar el matrimonio. Alberto y Victoria sentían afecto mutuo y la reina le propuso matrimonio el 15 de octubre de 1839. La intención de Victoria de casarse fue declarada formalmente ante el Consejo Privado el 23 de noviembre. La pareja se casó el 10 de febrero de 1840 en la capilla real del palacio de St. James. Justo antes del matrimonio, Alberto fue nacionalizado por ley del Parlamento, además se le otorgó al tratamiento de Su Alteza Real por petición al Consejo.
Alberto no era popular entre los británicos al inicio del matrimonio, para el pueblo, el príncipe provenía de un estado menor empobrecido y mediocre, apenas más grande que un pequeño condado inglés. Lord Melbourne, primer ministro británico, aconsejó a la reina que no le concediera a su marido el título de «rey consorte». El Parlamento incluso se negó a que lo nombraran par — en parte por un sentimiento antialemán y también por el deseo de excluir a Alberto de cualquier papel político. Melbourne conducía un gobierno de minoría y la oposición se aprovechó del matrimonio para debilitar aún más su posición. Se opusieron a ennoblecer a Alberto y le otorgaron una anualidad más pequeña que a los consortes anteriores, Se le otorgaron 30 000 libras esterlinas en vez de las habituales 50 000. Alberto afirmó que no tenía necesidad de un título británico; escribió: «Casi sería como dar un paso hacia abajo, como duque de Sajonia me siento superior al duque de York o de Kent». Durante los siguientes 17 años, Alberto fue llamado formalmente «Su Alteza Real el príncipe Alberto», hasta que el 25 de junio de 1857, Victoria le concedió el título de príncipe consorte.

## Consorte de la reina

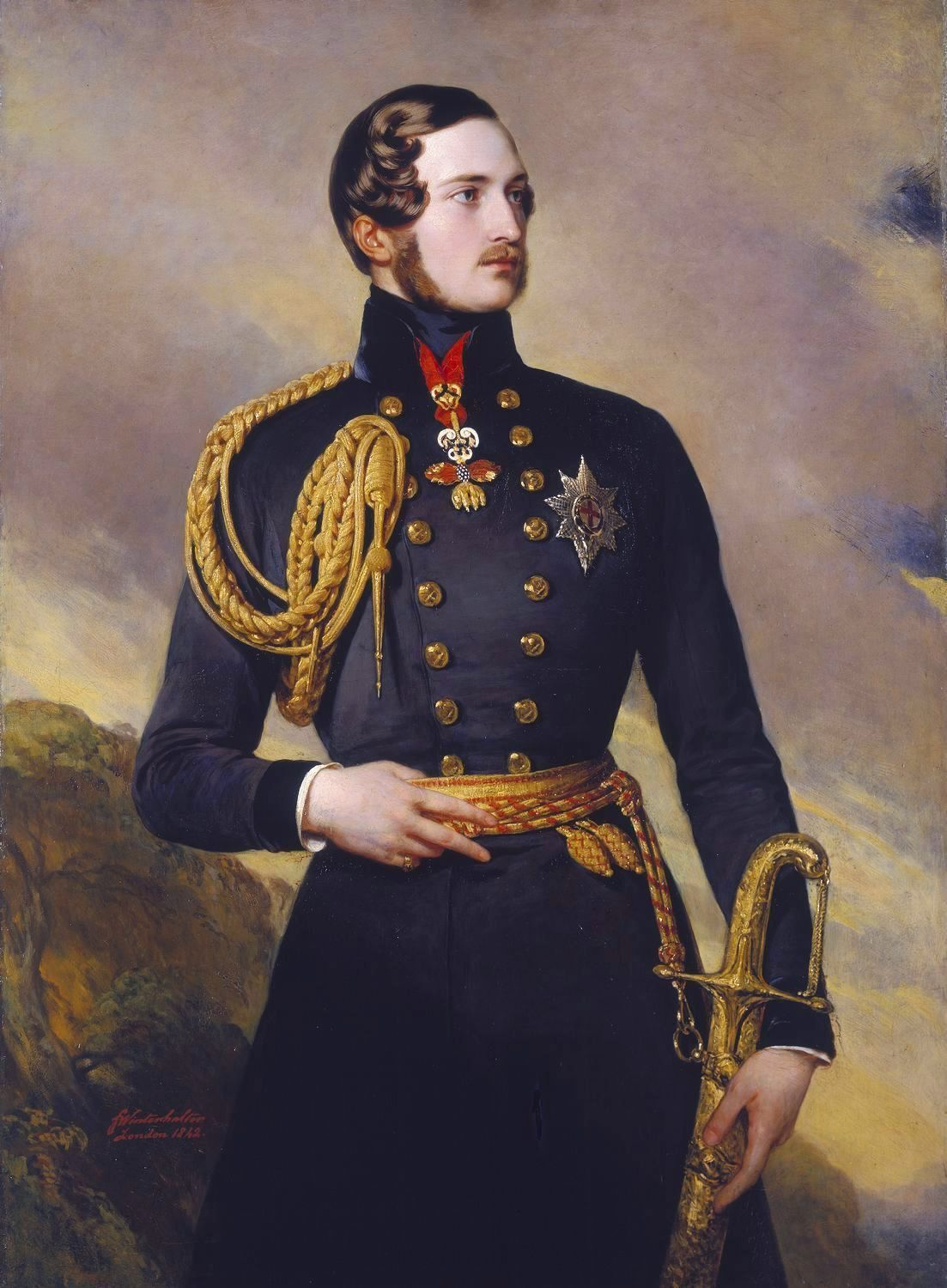
Retrato de Alberto de Franz Xaver Winterhalter, 1842

La posición que el príncipe tenía por su matrimonio, si bien era una distinción, también le causaba grandes dificultades; en palabras de Alberto: «Estoy muy feliz y contento; pero la dificultad de ocupar mi lugar con la dignidad adecuada estriba en que soy solo el marido, no el jefe de la casa». El hogar de la reina era dirigido por su antigua institutriz, la baronesa Lehzen. Alberto se refería a ella como «el dragón de la casa» y maniobró para desplazarla de su posición.
Se enteraron de que Victoria estaba embarazada a los dos meses de matrimonio. Alberto empezó a asumir funciones públicas, fue nombrado presidente de la Society for the Extinction of Slavery (Sociedad para la extinción de la esclavitud), la esclavitud había sido abolida en todo el imperio británico, pero todavía era lícita en lugares como Estados Unidos y las colonias de Francia; y ayudó privadamente a Victoria en su trabajo con la papelería de gobierno. En junio de 1840, mientras daban un paseo en carruaje, Alberto y Victoria fueron tiroteados por Edward Oxford, quien más tarde fue juzgado demente. Ninguno de los dos resultó herido y Alberto recibió elogios en la prensa por su valentía y serenidad durante el ataque. Alberto estaba ganando el apoyo del pueblo, así como influencia política, lo que quedó demostrado en la práctica cuando el Parlamento aprobó en agosto la Ley de Regencia de 1840, para designarlo regente en caso del fallecimiento de Victoria antes de que su hijo llegara a la mayoría de edad. Su primera hija, Victoria, nombrada así por su madre, nació en noviembre; durante los próximos diecisiete años tendrían ocho hijos más. Los nueve hijos sobrevivieron hasta la edad adulta, un hecho que la biógrafa Hermione Hobhouse acredita a la «competente influencia» de Alberto en el sano funcionamiento de la guardería. Logró que la guardería real quedara fuera del penetrante control de la baronesa a principios de 1841 y, finalmente, Lehzen se fue definitivamente de Gran Bretaña en septiembre de 1842 —para alivio de Alberto.
Después de las elecciones generales del Reino Unido de 1841, Melbourne fue sustituido como primer ministro por sir Robert Peel, quien designó a Alberto como presidente de la Comisión Real encargada de decorar el nuevo palacio de Westminster. El palacio había sufrido un incendio siete años antes y estaba en reconstrucción. Como mecenas y compradora de cuadros y esculturas, la comisión se constituyó para promover las bellas artes en el Reino Unido. El trabajo de la comisión era lento y el arquitecto, Charles Barry, tomó muchas decisiones que deberían estar en manos de los comisarios, decorando las habitaciones con muebles ornamentados que fueron tratados como parte de la arquitectura. Alberto tuvo más éxito como coleccionista y mecenas privado. Entre sus adquisiciones más notables se encuentran antiguas pinturas alemanas e italianas —como Apolo y Diana de Lucas Cranach el Viejo y San Pedro mártir de Fra Angelico— y piezas contemporáneas de Franz Xaver Winterhalter y Edwin Landseer. Ludwig Gruner, de Dresde, asistió a Alberto en la compra de piezas de la más alta calidad.
Alberto y Victoria sufrieron nuevos atentados el 29 y el 30 de mayo de 1842, pero salieron ilesos. El culpable, John Francis, fue detenido y condenado a muerte, aunque más tarde fue indultado. Su impopularidad inicial surgió debido a la rigidez de la pareja y su apego al protocolo en público, aunque en privado la pareja era más relajada. Alberto y Victoria se separaron por primera vez desde su matrimonio a principios de 1844, cuando el príncipe regresó a Coburgo a causa de la muerte de su padre.

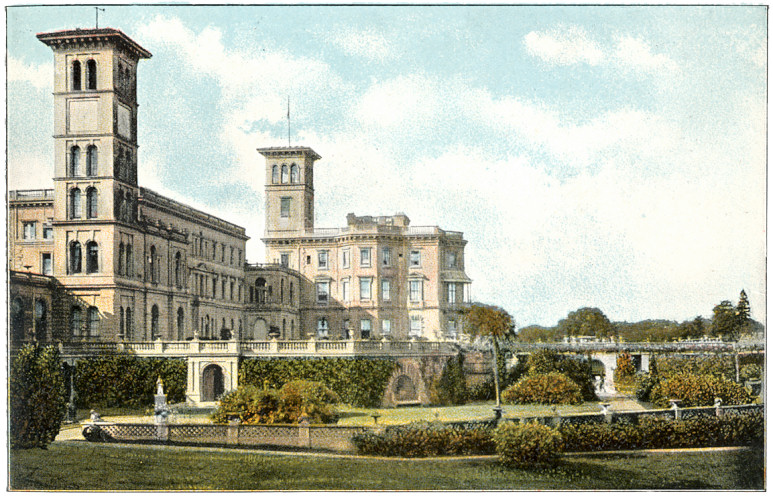
Osborne House, isla de Wight.

Para 1844, Alberto había logrado modernizar las finanzas reales y, gracias a diversos ahorros, tenían suficiente capital para comprar Osborne House en la isla de Wight, como residencia privada para su creciente familia. En los siguientes años construyeron una casa al estilo de una villa italiana según los diseños de Alberto y Thomas Cubitt. Alberto hizo un estudio del terreno y mejoró la finca y la granja. Alberto administró y mejoró otras propiedades reales, su granja modelo en Windsor fue admirada por sus biógrafos, y bajo su custodia los ingresos del ducado de Cornualles —la propiedad hereditaria del príncipe de Gales—, crecieron constantemente.
A diferencia de muchos terratenientes que aprobaban el trabajo infantil y se oponían a la derogación de Peel de las Corn Laws, Alberto apoyó los movimientos para elevar la edad requerida para trabajar y el libre comercio. En 1846, Alberto recibió reproches de lord George Bentinck cuando asistió al debate de las Corn Laws en la Cámara de los Comunes para manifestar su apoyo tácito a Peel. Durante el mandato de Peel, la autoridad de Alberto detrás o al lado del trono se volvió más evidente. Tenía acceso a todos los documentos de la reina cuando redactaba su correspondencia y estaba presente cuando Victoria se entrevistaba con sus ministros o los recibía a solas en su ausencia. El secretario del Consejo Privado, Charles Greville, escribió de Alberto: «Él es el rey para todos los fines y propósitos».

## Reformador e innovador

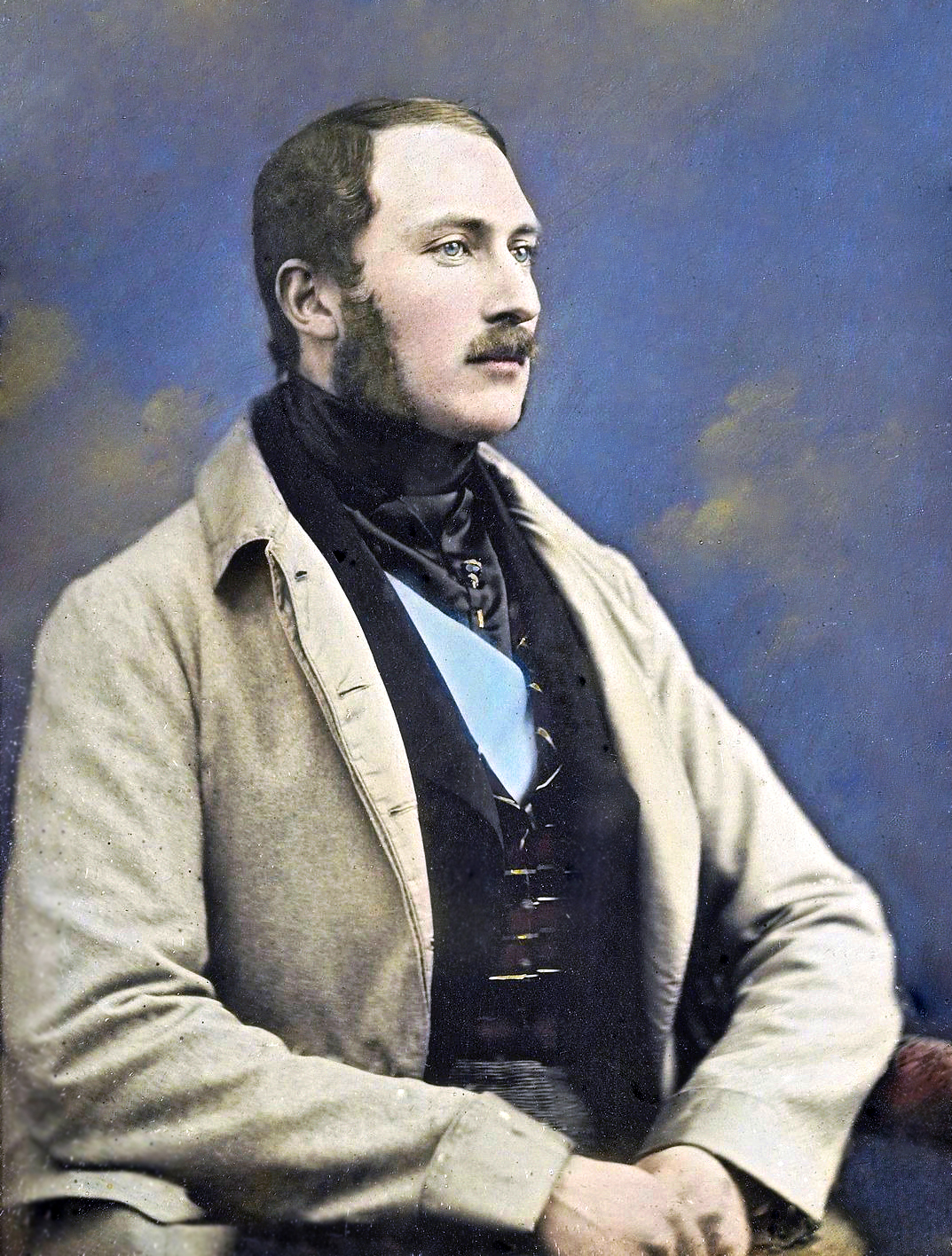
Daguerrotipo coloreado a mano del príncipe Alberto de 1848.

En 1847, Alberto fue elegido rector de la Universidad de Cambridge después de competir con el conde de Powis, quien al año siguiente fue muerto accidentalmente por su propio hijo durante una sesión de tiro al faisán. Alberto utilizó su posición como rector para llevar adelante con éxito una campaña para reformar y modernizar los planes de estudio de la universidad, ampliando la cantidad de asignaturas que se impartían más allá de las matemáticas tradicionales y los clásicos, para incluir la historia moderna y las ciencias naturales.
Ese verano, Victoria y Alberto pasaron unas lluviosas vacaciones en el oeste de Escocia en el lago Laggan; pero su médico, sir James Clark, les dijo que su hijo habría podido disfrutar de días secos y soleados más hacia el este, en el castillo de Balmoral. El inquilino de Balmoral, sir Robert Gordon, murió repentinamente a principios de octubre y Alberto inició negociaciones para tramitar un contrato de arrendamiento con el propietario, el conde de Fife. En mayo del año siguiente, Alberto arrendó Balmoral, que nunca antes había visitado, y en septiembre de 1848, viajó para allá con su esposa y sus hijos mayores por primera vez, para disfrutar de la privacidad que el lugar ofrecía.
Como resultado de una crisis económica generalizada, las revoluciones se extendieron por toda Europa en 1848. Durante todo el año, Victoria y Alberto se quejaron de la política exterior intervencionista seguida por lord Palmerston como secretario de Relaciones Exteriores, que creían que más adelante desestabilizaría a otras potencias extranjeras. Alberto estaba preocupado por muchos de sus parientes reales, varios de los cuales fueron depuestos. Junto a Victoria, quien ese año dio a luz a su hija Luisa, pasó algún tiempo lejos de Londres en la relativa seguridad de Osborne. Aunque hubo manifestaciones esporádicas en Inglaterra, no se llevó a cabo ninguna acción revolucionaria efectiva y Alberto consiguió la aclamación pública cuando expresó sus puntos de vista paternalistas, aunque bien intencionados y filantrópicos. En un discurso ante la Society for the Improvement of the Condition of the Labouring Classes (Sociedad para la mejora de la condición de las clases trabajadoras), de la cual era presidente, expresó su «simpatía e interés por ese grupo de nuestra comunidad, que tienen la mayor parte del trabajo duro y la menor cantidad de satisfacciones en este mundo». Era el «deber de quienes bajo las bendiciones de la Divina Providencia, disfrutaban de posición, riqueza y la educación», ayudar a aquellos menos afortunados.

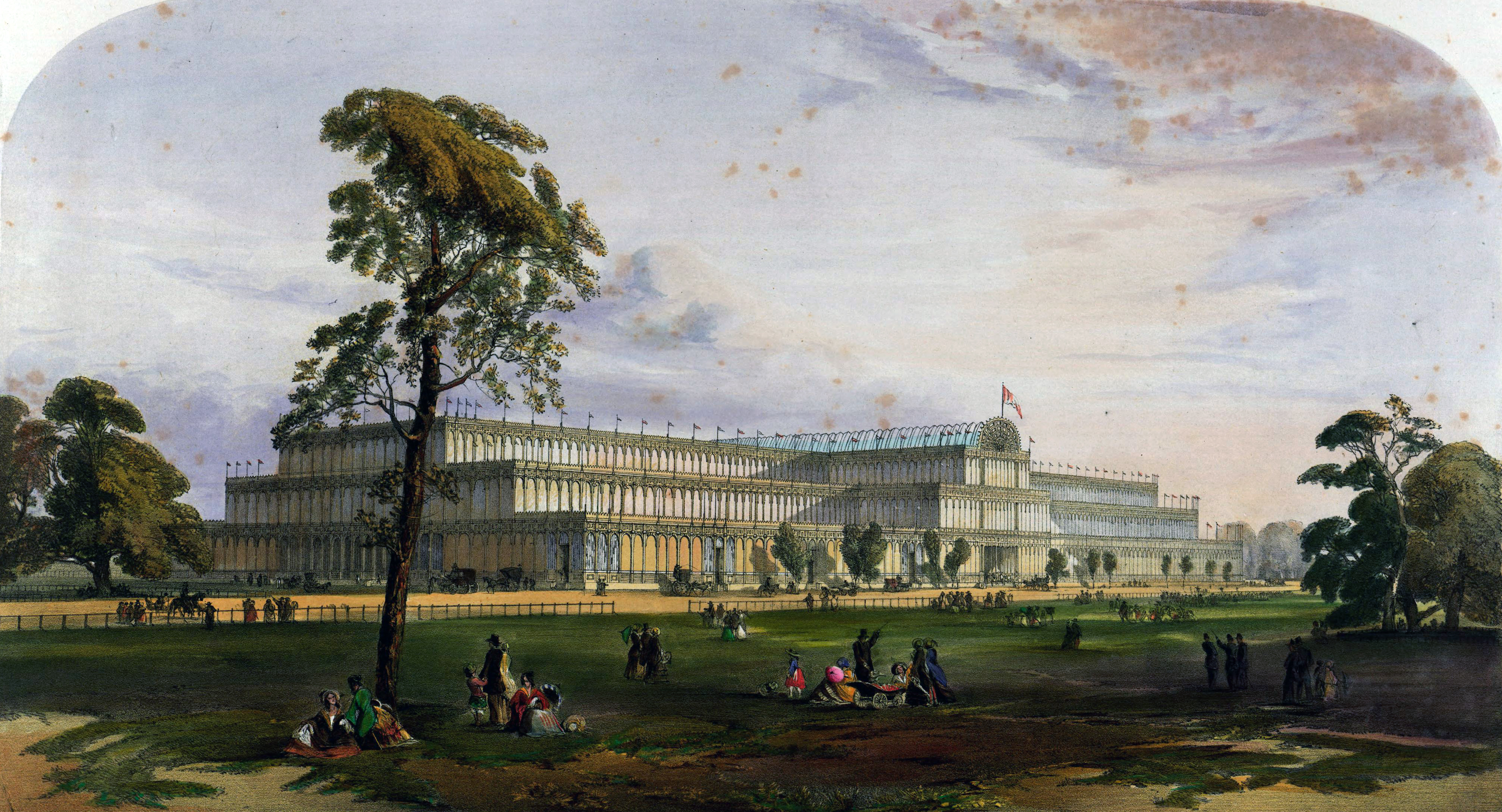
La Gran Exposición de 1851 se llevó a cabo en The Crystal Palace en Hyde Park.

Como hombre de ideas progresistas y relativamente liberales, Alberto no solo impulsó reformas en la educación universitaria, el bienestar, las finanzas reales y la esclavitud, también tenía un interés especial en la aplicación de la ciencia y el arte en la industria manufacturera. La Gran Exposición de 1851 fue concebida a raíz de las exhibiciones anuales que organizaba la Royal Society of Arts, de la que Alberto fue presidente desde 1843, y la mayor parte de su éxito se debió a sus esfuerzos por promoverla. Alberto sirvió como presidente de la Royal Commission for the Exhibition of 1851 (Comisión real para la exposición de 1851) y tuvo que luchar por cada etapa del proyecto. En la Cámara de los Lores, lord Brougham explotó contra la propuesta de hacer una exposición en Hyde Park. Los opositores profetizaban que pillos y revolucionarios extranjeros invadirían Inglaterra para socavar la moral de la gente y destruir su fe; Alberto pensaba que tales pretextos eran absurdos y silenciosamente perseveró, porque confiaba en que la industria manufacturera británica se beneficiaría de la exposición de los mejores productos de países extranjeros.
La reina inauguró la exposición en un edificio de vidrio especialmente diseñado y construido para el evento, conocido como The Crystal Palace, el 1 de mayo de 1851. Resultó un éxito colosal. Dejó un superávit de 180 000 libras, que se utilizó para adquirir tierras en South Kensington, para establecer instituciones educativas y culturales, incluyendo lo que más tarde sería nombrado Museo de Victoria y Alberto. Los escépticos denominaron a está zona «Albertopolis».

## Familia y vida pública (1852-1859)

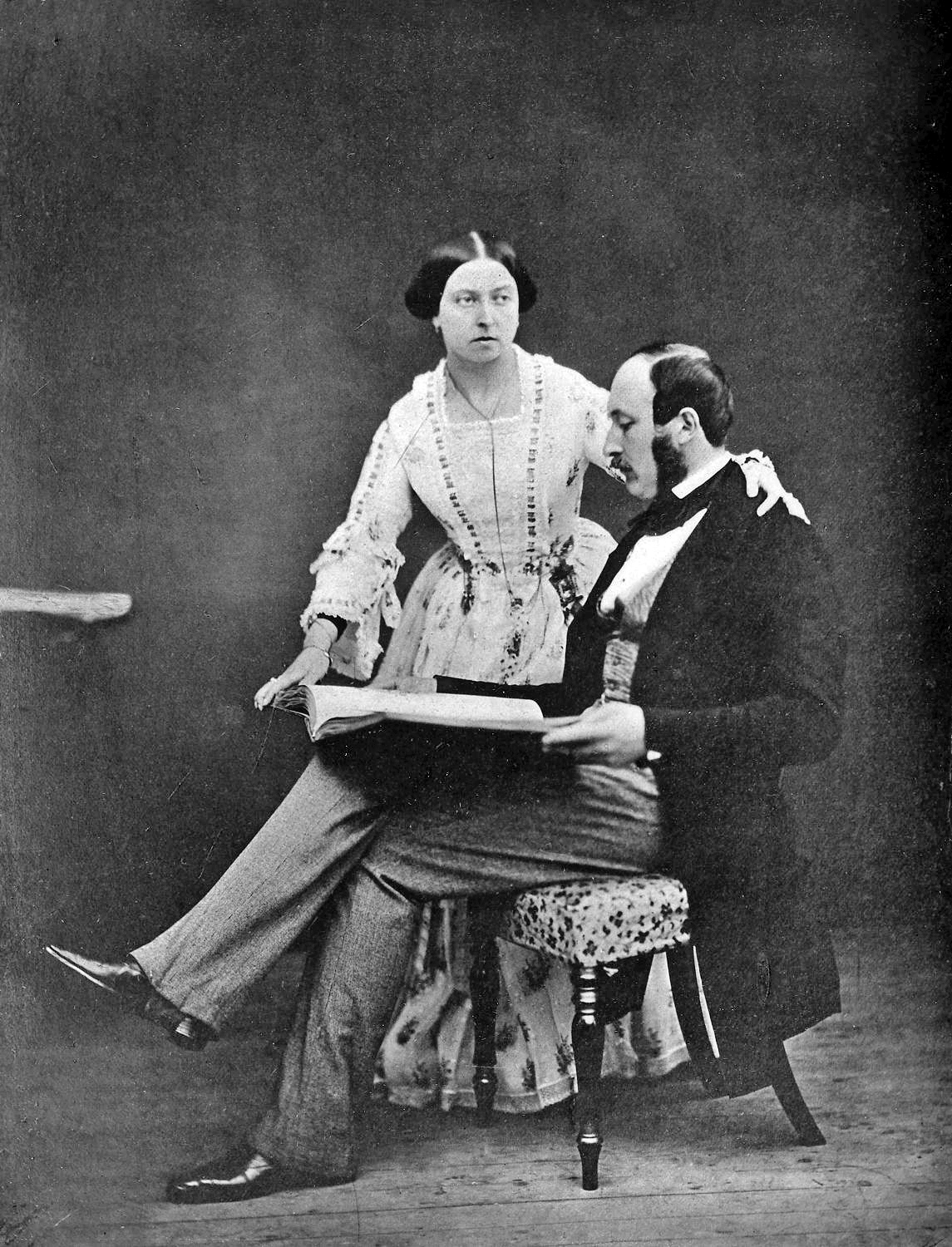
La reina Victoria y el príncipe Alberto, 1854.

En 1852, el oportuno legado de un excéntrico avaro, John Camden Neild, hizo posible que Alberto pudiera comprar Balmoral como propiedad privada y como de costumbre se embarcó en un amplio programa de mejoras. El mismo año se le asignaron varios de los puestos que quedaron vacantes por la muerte del duque de Wellington, incluyendo el control de Trinity House y el de coronel a cargo de la Guardia de Granaderos. Con Wellington fuera del cuadro, Albert hizo campaña para modernizar el ejército, algo que se había postergado por largo tiempo. Como pensaba que el ejército no estaba listo para la guerra y que era preferible un régimen cristiano que uno islámico, Alberto propuso una solución diplomática al conflicto entre los imperios ruso y otomano. Palmerston fue más belicoso y estaba a favor de una política que evitara una mayor expansión rusa. Palmerston maniobró fuera del gabinete en diciembre de 1853, pero casi al mismo tiempo una flota rusa atacó a la flota otomana anclada en Sinope. La prensa londinense describió el ataque como una masacre criminal, lo que motivó que la popularidad de Palmerston se incrementara y la de Alberto se desplomara. En las siguientes dos semanas, Palmerston fue designado ministro nuevamente. Mientras continuaba la indignación pública por la acción rusa, circularon rumores falsos de que Alberto había sido detenido por traición y que estaba prisionero en la torre de Londres. Para marzo de 1854, el Reino Unido y Rusia estaban envueltos en la guerra de Crimea. Alberto ideó un plan para ganar la guerra sitiando a Sevastopol mientras Rusia se debilitaba económicamente, el cual se convirtió en la estrategia aliada después de que el zar decidió pelear una guerra puramente defensiva. El optimismo británico inicial se desvaneció rápidamente cuando la prensa informó que las tropas de casa estaban mal equipadas y mal manejadas por envejecidos generales que utilizaban estrategias y tácticas obsoletas. El conflicto evidenció que los rusos estaban tan mal preparados como sus oponentes. Lord Aberdeen, el primer ministro, dimitió y Palmerston le sucedió. Por medio de negociaciones, el Tratado de París puso fin a la guerra en 1856. Durante la guerra, Alberto arregló el matrimonio de Victoria, su hija de 14 años, con el príncipe Federico Guillermo de Prusia, aunque retrasó la boda hasta que la princesa tuviera 17 años. Alberto esperaba que su hija y su yerno serían una influencia que liberara la expansión del estado prusiano.

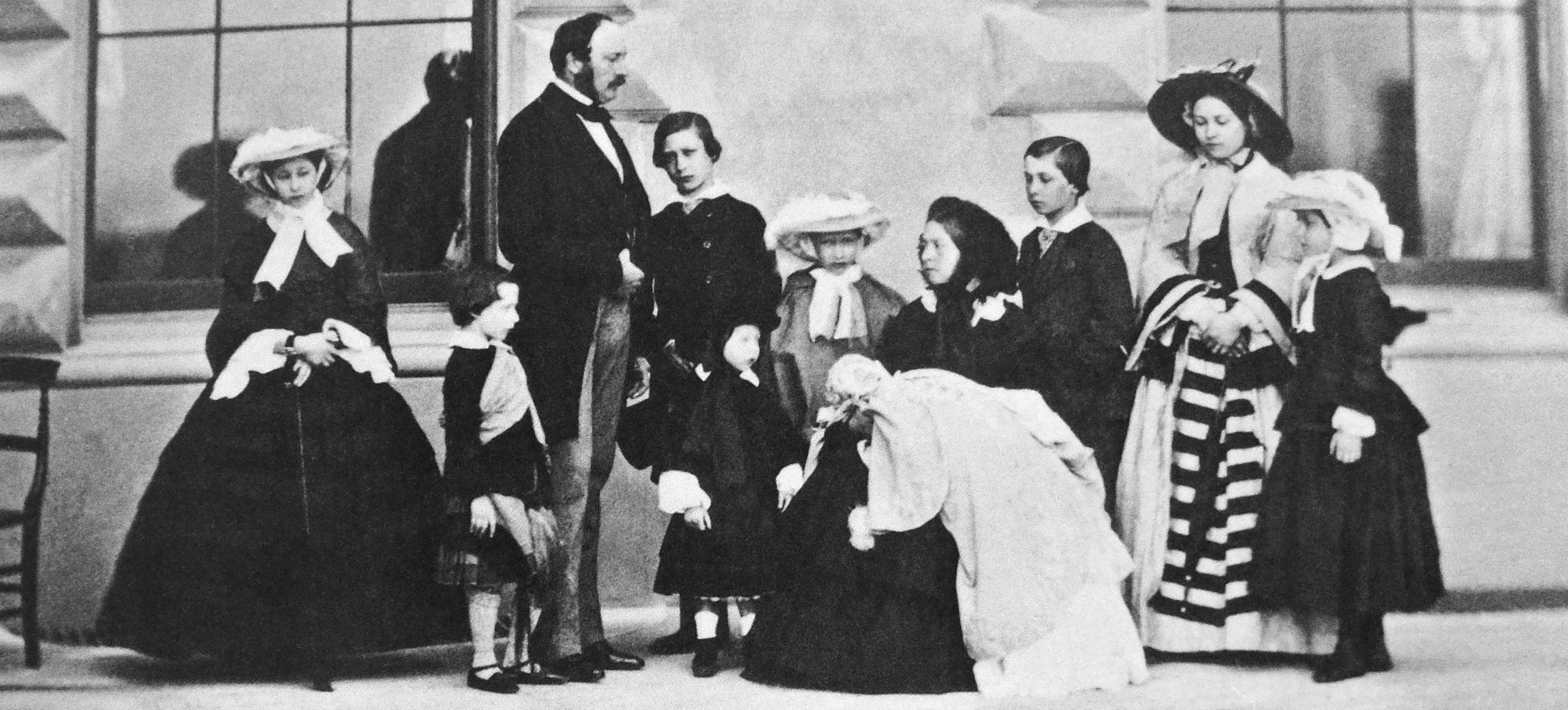
El príncipe Alberto, la reina Victoria y sus nueve hijos, 1857. De izquierda a derecha: Alicia, Arturo, el príncipe consorte, el príncipe de Gales, Leopoldo (al frente de él), Luisa, la reina Victoria con Beatriz en los brazos, Alfredo, Victoria y Elena.

Alberto se involucró en la promoción de muchas instituciones educativas públicas; en todas las reuniones relacionadas con este tema expresó la necesidad de una mejor educación. Una recopilación de sus discursos se publicó en 1857. Reconocido como defensor de la educación y el progreso tecnológico, fue invitado a hablar en reuniones científicas, como el memorable discurso que pronunció como presidente de la British Association for the Advancement of Science (Asociación Británica para el Avance de la Ciencia) cuando se reunieron en Aberdeen en 1859. Su solidaridad con la ciencia generó la oposición de la iglesia. Su propuesta de nombrar caballero a Charles Darwin, después de la publicación de El origen de las especies, fue rechazada.
Alberto siguió dedicándose a la educación de su familia y al manejo del palacio. La institutriz de sus hijos, lady Lyttelton, lo consideraba inusualmente amable y paciente y describió como se unía con entusiasmo a los juegos infantiles. Sintió profundamente la partida de su hija mayor hacia Prusia cuando se casó con su prometido a principios de 1858 y estaba decepcionado de que su hijo mayor, el príncipe de Gales, no respondiera bien al intenso programa educativo que había diseñado para él.
A la edad de siete años, se esperaba que el príncipe de Gales tomara seis horas de instrucción todos los días, incluyendo una hora de alemán y una hora de francés. Cuando el príncipe de Gales fallaba en sus lecciones, Alberto le azotaba. El castigo corporal era común en aquel tiempo y no se consideraba excesivamente duro. El biógrafo de Alberto, Roger Fulford, escribió que las relaciones entre los miembros de la familia eran «amigables, cariñosas y normales [...] no hay ninguna evidencia en los archivos reales o en los escritos de autoridades en la materia para justificar la creencia de que las relaciones entre el príncipe y su hijo mayor eran otras que profundamente afectuosas». Philip Magnus escribió en su biografía de Eduardo VII, que Alberto «intentó tratar a sus hijos como iguales; y fueron capaces de penetrar su rigidez y su reserva porque se dieron cuenta instintivamente que no solo los amaba, sino que disfrutaba y necesitaba su compañía».

## Enfermedad y muerte

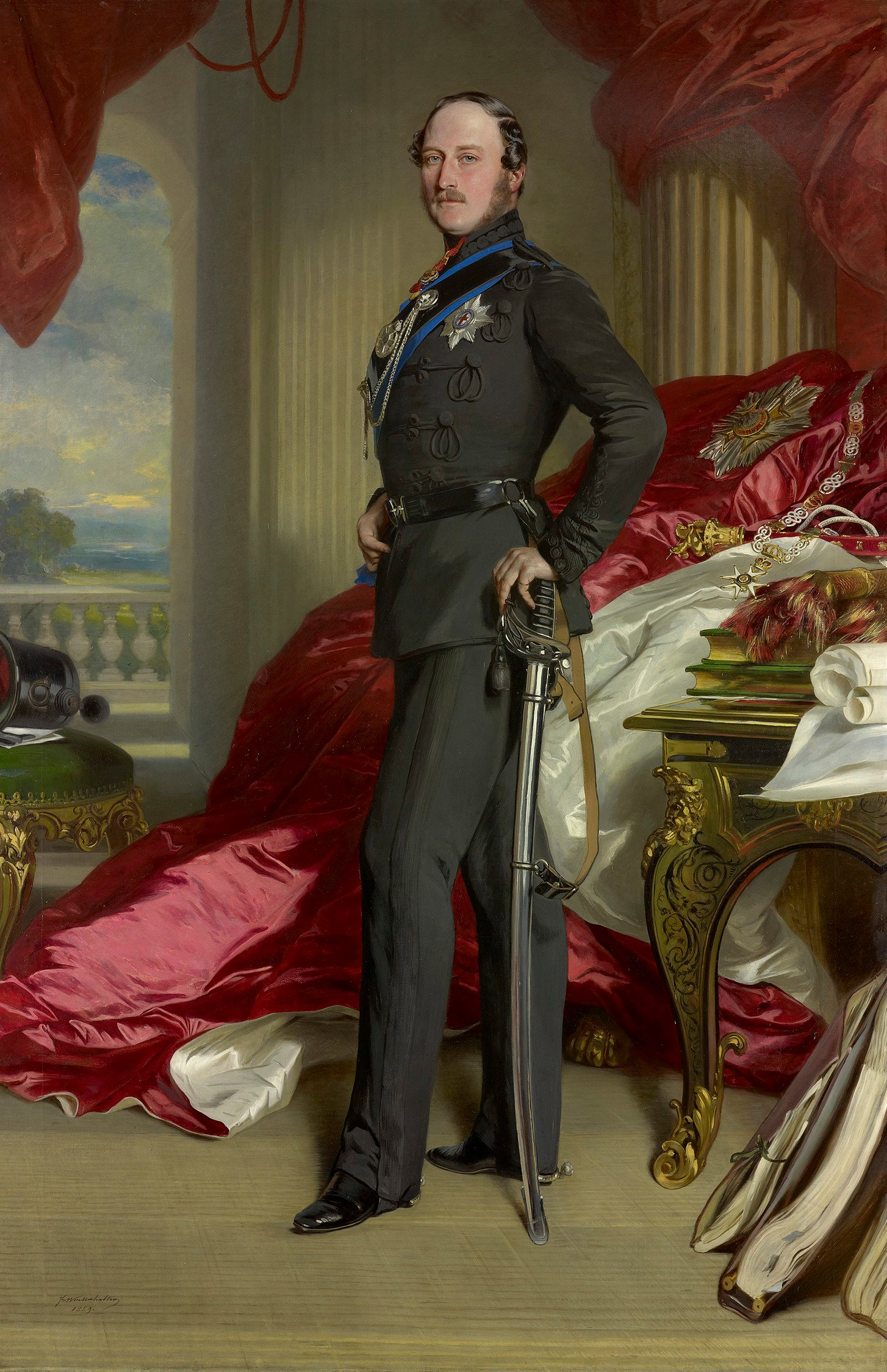
El príncipe consorte, retratado por Franz Xaver Winterhalter en 1859.

En agosto de 1859, Alberto cayó gravemente enfermo con calambres en el estómago. Durante un viaje a Coburgo en el otoño de 1860, iba conduciendo un carruaje tirado por cuatro caballos que repentinamente se desbocaron. Mientras los caballos continuaban galopando hacia un vehículo inmóvil que esperaba en un cruce ferroviario, Alberto saltó del carruaje para salvar su vida. Uno de los caballos murió en la colisión y Alberto resultó fuertemente afectado, aunque sus heridas físicas consistieron solamente en cortadas y moretones. Les dijo a su hermano y a su hija mayor que sintió que había llegado su hora.
En marzo de 1861, murió la duquesa de Kent, madre de Victoria y tía de Alberto, y la reina estaba desconsolada; Alberto se hizo cargo de la mayoría de las responsabilidades de la reina, a pesar de continuar enfermo con problemas crónicos de estómago. El último evento público que presidió fue la inauguración de los Royal Horticultural Gardens el 5 de junio de 1861. En agosto, Victoria y Alberto visitaron Curraugh Camp en Irlanda, donde el príncipe de Gales estaba haciendo el servicio militar. En el campamento, los compañeros del príncipe le habían presentado a Nellie Clifden, una actriz irlandesa.
Para noviembre, Victoria y Alberto habían regresado a Windsor y el príncipe de Gales a Cambridge, donde realizaba sus estudios. Dos de los primos de Alberto, el rey Pedro V y el príncipe Fernando de Portugal, murieron de fiebre tifoidea. Para colmo de males, Alberto fue informado de que en los clubes de caballeros y la prensa extranjera se extendía el rumor de que el príncipe de Gales estaba involucrado aún con Nellie Clifden. Alberto y Victoria estaban horrorizados por la indiscreción de su hijo y temían que todo terminara en chantaje, escándalo o embarazo. Aunque Alberto estaba enfermo y debilitado, se trasladó a Cambridge el 25 de noviembre, para ver al príncipe de Gales y discutir sobre su indiscreta aventura. En sus últimas semanas, Alberto sufrió de dolores de espalda y piernas.
Cuando el Incidente del Trent —la sustracción forzada de dos diplomáticos confederados de un barco británico por parte de las fuerzas de la unión durante la guerra de Secesión— amenazó con hacer estallar la guerra entre Estados Unidos y el Reino Unido, Alberto estaba gravemente enfermo, pero intervino para suavizar la respuesta diplomática británica. El 9 de diciembre, William Jenner, uno de los médicos de Alberto, le diagnosticó fiebre tifoidea. Alberto murió a las 22:50 del 14 de diciembre de 1861 en el Blue Room del castillo de Windsor, en presencia de la reina y cinco de sus nueve hijos. El diagnóstico contemporáneo fue de fiebre tifoidea, pero los escritores modernos han señalado que Alberto estuvo enfermo durante al menos dos años antes de su muerte, lo cual podría indicar que una enfermedad crónica, como la enfermedad de Crohn, una insuficiencia renal o un cáncer abdominal, fueron la auténtica causa de la muerte.

## Legado

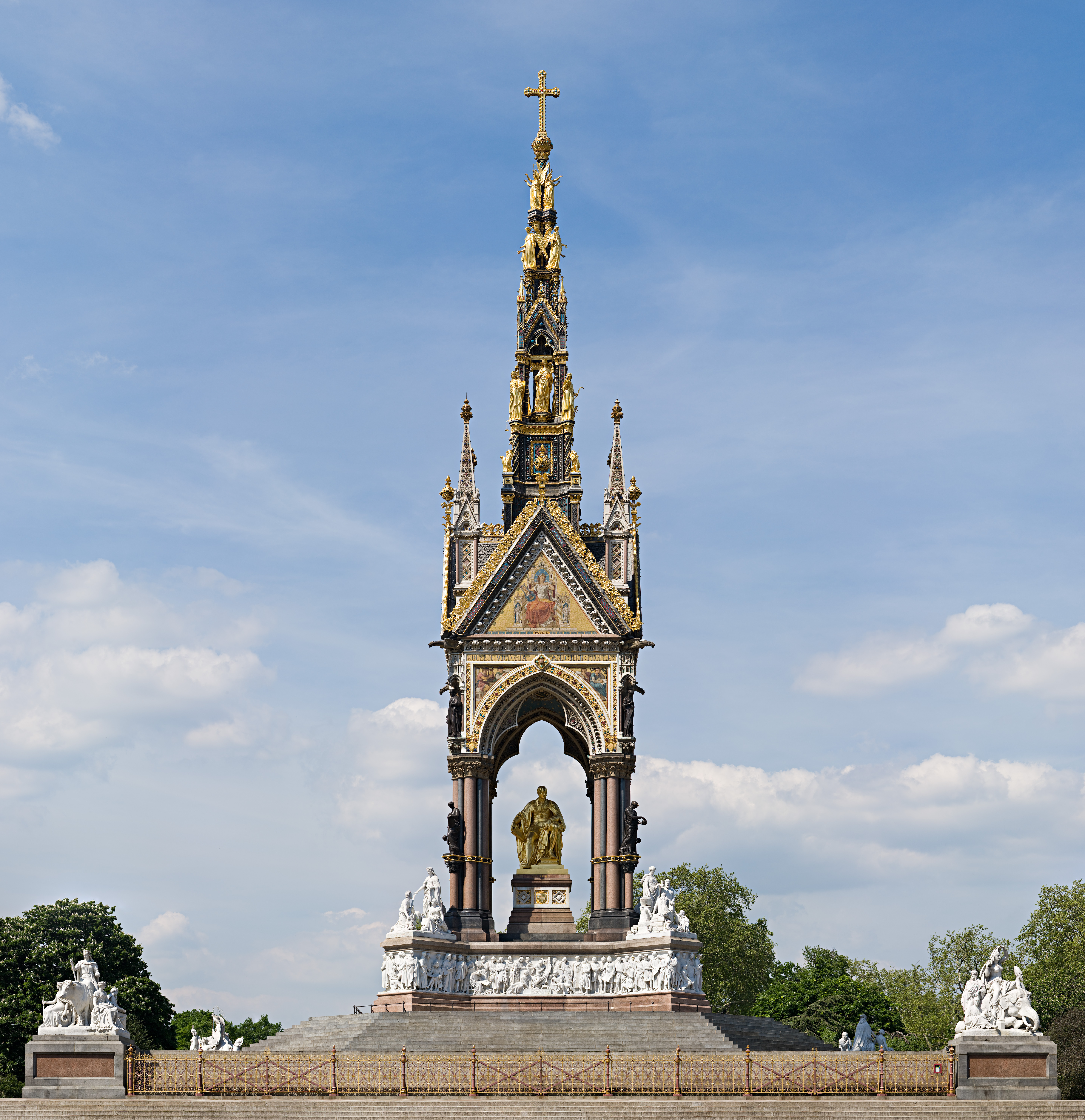
Albert Memorial, Londres.

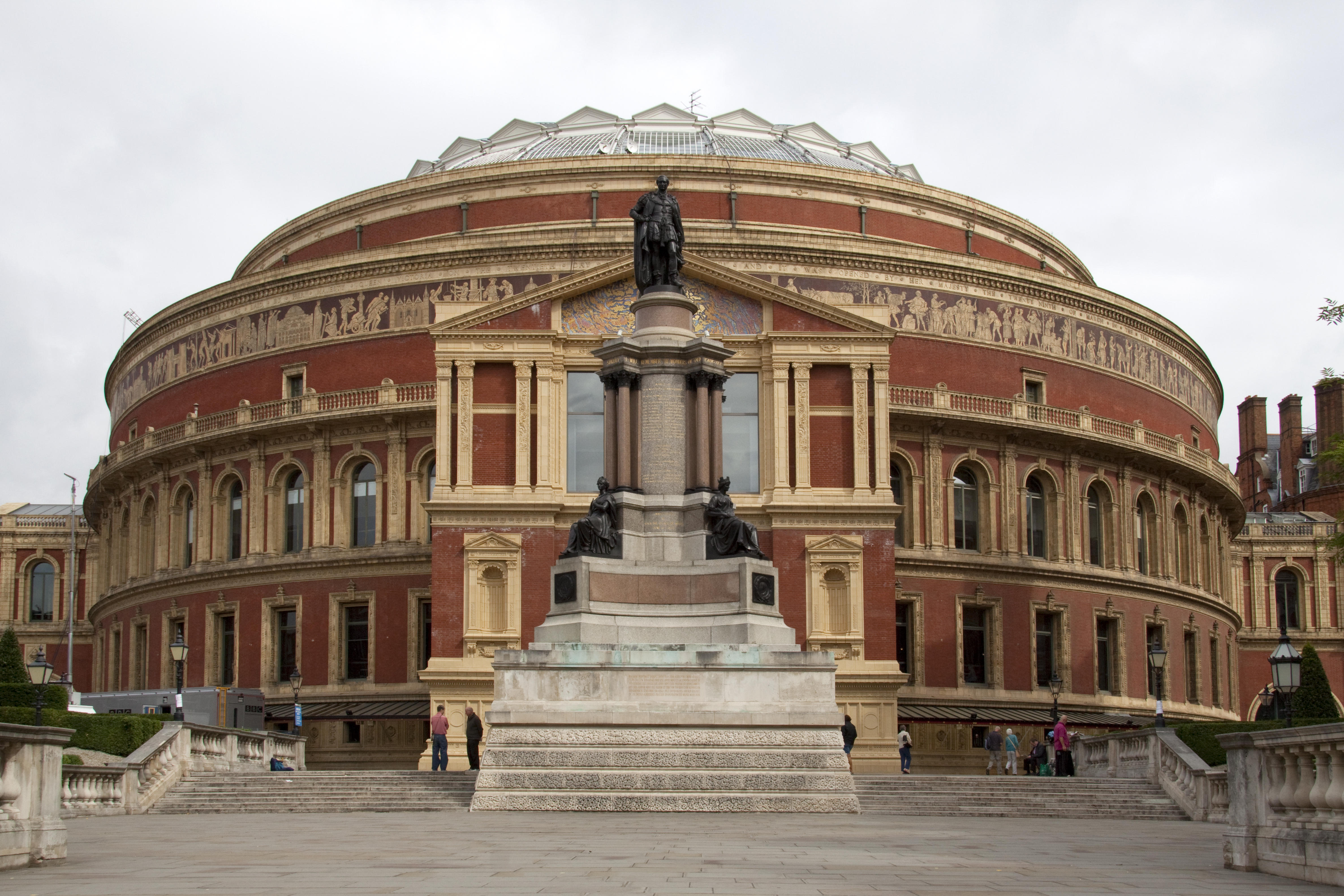
Royal Albert Hall, Londres.

El dolor de la reina fue abrumador y los tibios sentimientos que el pueblo experimentó con anterioridad por Alberto fueron reemplazados por compasión. Victoria vistió de negro como señal de luto por el resto de su larga vida y las habitaciones de Alberto en todas sus casas se mantuvieron como hasta ese día, incluso llevaban agua caliente por las mañanas y la ropa de cama y las toallas se cambiaban a diario. Tales prácticas no eran extrañas en las casas de los muy ricos. Victoria se retiró de la vida pública y su reclusión erosionó algunos de los intentos de Alberto por remodelar la monarquía como una institución nacional que establecía un ejemplo moral, no político. Se le acredita a Alberto la introducción del principio de que la familia real británica debía de permanecer por encima de la política. Antes de su matrimonio, Victoria apoyaba a los whigs; por ejemplo, a principios de su reinado Victoria frustró la formación de un gobierno conservador por sir Robert Peel al negarse a aceptar las sustituciones que este le sugirió hacer entre sus damas de compañía.
Alberto fue sepultado temporalmente en la capilla de san Jorge en el castillo de Windsor, hasta que un año después de su muerte sus restos fueron depositados en el Mausoleo Real de Frogmore, que permaneció incompleto hasta 1871. El sepulcro en el que finalmente fueron colocados Alberto y Victoria, fue tallado en el mayor bloque de granito que se haya extraído en el Reino Unido. A pesar de la petición de Alberto de que no se crearan efigies suyas, se erigieron muchos monumentos públicos en su honor en todo el país y a través del Imperio británico. Los más destacados son el Royal Albert Hall y el Albert Memorial en Londres. La plétora de memoriales erigidos en honor de Alberto llegó a ser tan grande que Charles Dickens le dijo a un amigo que buscaba una «cueva inaccesible» para escapar de ellos.
Toda clase de objetos y lugares fueron nombrados como el príncipe Alberto, desde el lago Alberto en África hasta la ciudad de Prince Albert en Saskatchewan o la Albert Medal, otorgada por la Royal Society of Arts. Cuatro regimientos del ejército británico tomaron su nombre: la 11.º de Húsares del príncipe Alberto, la de Infantería ligera del príncipe Alberto, el Regimiento de Voluntarios de Caballería de Leicestershire del príncipe Alberto y la Brigada de Rifleros del Príncipe Consorte. Alberto y Victoria demostraron gran interés en el establecimiento y desarrollo de Aldershot en Hampshire como ciudad de guarnición en la década de 1850. Tenían allí un pabellón real de madera en el cual frecuentemente se quedaban cuando asistían a revisiones del Ejército. Alberto estableció y dotó la biblioteca Prince Consort's Library en Aldershot.
Las biografías que se publicaron después de su muerte eran típicamente elogiosas. El Magnum opus de Theodore Martin de cinco volúmenes fue autorizado y supervisado por la reina Victoria y su influencia se nota en sus páginas. Sin embargo, es un registro preciso y exhaustivo. Queen Victoria (1921) de Lytton Strachey fue más crítica, pero fue desacreditada en parte por biógrafos de mediados del siglo XX como Héctor Bolitho y Roger Fulford, quienes, a diferencia de Strachey, tuvieron acceso a los diarios y las cartas de Victoria. Los mitos populares sobre el príncipe Alberto —tales como la afirmación de que introdujo los árboles de Navidad en el Reino Unido— son descartados por los académicos. Biógrafos recientes, como Stanley Weintraub, retratan a Alberto como el personaje de un romance trágico, que murió demasiado pronto y al que su amada le guardó luto durante toda la vida. En la película The Young Victoria de 2009, Alberto, representado por Rupert Friend, se convierte en un personaje heroico en la representación novelesca del atentado de 1840, donde recibe el impacto de una bala —algo que no sucedió en la vida real.

## Títulos, tratamientos, honores y armas

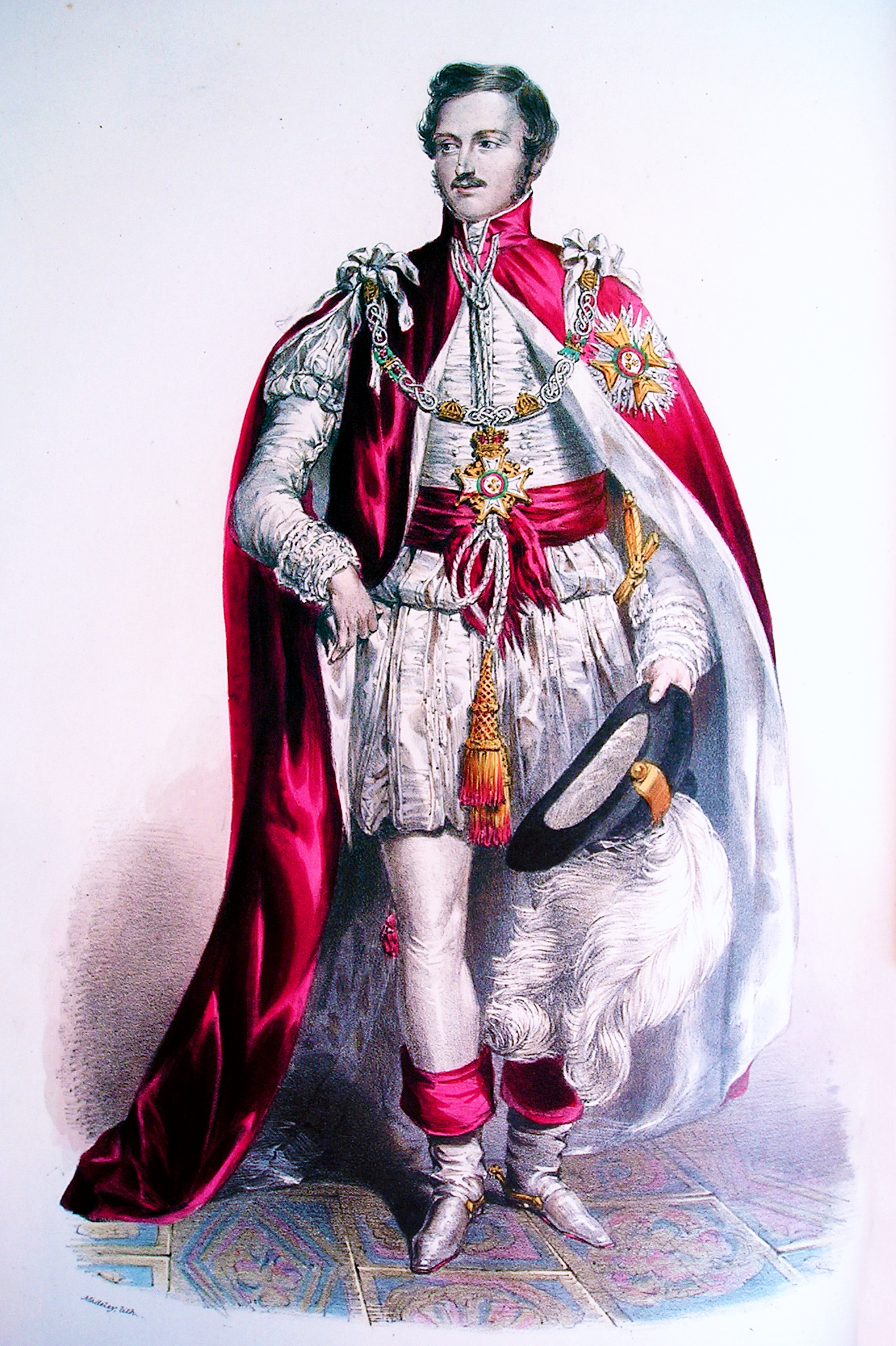
Alberto usando las ropas ceremoniales de caballero gran cruz de la Orden del Baño, 1842.

### Títulos y tratamientos
| ● 26 de agosto de 1819-12 de noviembre de 1826: | Su alteza serenísima el príncipe Alberto de Sajonia-Coburgo-Saalfeld, duque de Sajonia |
| ● 12 de noviembre de 1826-6 de febrero de 1840: | Su alteza serenísima el príncipe Alberto de Sajonia-Coburgo-Gotha, duque de Sajonia    |
| ● 6 de febrero de 1840-25 de junio de 1857:     | Su alteza real el príncipe Alberto de Sajonia-Coburgo-Gotha, duque de Sajonia          |
| ● 25 de junio de 1857-14 de diciembre de 1861:  | Su alteza real el príncipe consorte                                                    |

### Honores
Imperio británico
- KG: Caballero de la Orden de la Jarretera, 16 de diciembre de 1839.[130]
- KT: Caballero de la Orden del Cardo.[131]
- KP: Caballero de la Orden de San Patricio.[131]
- GMB: Gran maestre de la Orden del Baño.[131]
- KSI: Compañero de la Orden de la Estrella de la India.[131]
- GCMG: Caballero gran cruz de la Orden de San Miguel y San Jorge.[131]

Extranjeros
- Caballero gran cruz de la Orden Real Güélfica.
- Caballero de la Orden del Toisón de Oro.

### Armas

Escudo de armas del príncipe Alberto de Sajonia-Coburgo-Gotha como le concedió en 1840 el College of Arms.

Al momento de su matrimonio con la reina Victoria en 1840, al príncipe Alberto se le concedió su propio escudo personal, que era el Escudo de Armas del Reino Unido brisado por un lambel a tres pendientes en argén con una cruz de gules en el pendiente central y cuartelado con las armas de Sajonia. El blasón es descrito como: «Cuarteles 1º y 4º, las Armas Reales cubiertas por un lambel a tres pendientes en argén, cargado con una cruz de gules en el pendiente central; 2º y 3º, burelado de diez piezas oro y sable, con un crancelín en sinople dispuesto en banda abovedada». Las peculiares armas del príncipe eran un «ejemplo singular de armas diferenciadas por cuarteles, [que] no están hechas conforme a las reglas de la heráldica y son en sí mismas una contradicción heráldica». Antes de su matrimonio, utilizó las armas de su padre sin diferenciar, siguiendo la tradición alemana.
En la placa colocada en su puesto como caballero de la Orden de la Jarretera, su escudo de armas lleva como emblema una corona real y muestra las seis cimeras de la casa de Sajonia-Coburgo-Gotha; estas son, de izquierda a derecha: 1.«Cabeza de toro en gules armado y anillado en argén, coronado en oro con el borde [de la corona] ajedrezado de gules y argén» por el condado de Mark. 2. «Sobre una corona en oro, dos cuernos de búfalo en argén, unido al borde exterior de cada uno cinco ramas a manera de faja, cada una con tres hojas de tilo en sinople» por Turingia. 3. «Sobre una corona en oro, un sombrero piramidal cargado con las armas de Sajonia que lleva encima un penacho de plumas de pavo real sobre el cual descansa también una corona en oro» por Sajonia. 4. «Perfil de un hombre barbado que se desvanece debajo de los hombros, vestido en rayado argén y gules, el ornamento puntiagudo [de la cabeza] que tiene un rayado semejante, termina en un penacho de tres plumas de pavo real» por Meissen. 5. «La mitad de un grifo en oro, con alas en sable desplegadas, con cuello y lampasado en gules» por Jülich. 6. «Sobre una corona en oro, un penacho de plumas de pavo real» por Berg.
Los soportes eran el león coronado de Inglaterra y el unicornio de Escocia —como en las armas reales— cargando en hombros con un lambel semejante al de las armas. Lema personal de Albert era el alemán Treu und Fest, que significa leal y seguro. Este lema fue utilizado también por propio el regimiento de húsares que lleva su nombre. Todos los descendientes en línea masculina de Alberto tenían derecho a llevar un escusón con las armas de Sajonia en el centro de su respectivo escudo de armas. El escusón fue colocado, como Charles Boutell escribe, «como un escudo pretensioso [que] no parece estar de acuerdo con el espíritu o el uso práctico de la heráldica histórica verdadera». Sin embargo en 1917, durante la Primera Guerra Mundial, el rey Jorge V abandonó las referencias heráldicas al patrimonio alemán de la familia real y se retiró el escudo sajón.

## Descendientes
|  | Nombre      | Año de nacimiento | Año de defunción | Consorte (fechas de nacimiento y muerte) e hijos |
|  | Victoria    | 1840              | 1901             | Casada en 1858 (25 de enero), Príncipe heredero Federico de Prusia (1831–1888), futuro Federico III de Alemania con descendencia (entre otros, Guillermo II de Alemania y Sofía de Prusia, reina de Grecia). |
|  | Eduardo VII | 1841              | 1910             | Casado en 1863 (10 de marzo), Alejandra de Dinamarca (1844–1925); con descendencia (entre otros Jorge V del Reino Unido y Maud de Gales, reina de Noruega).                                                  |
|  | Alicia      | 1843              | 1878             | Casada en 1862 (1 de julio), Luis IV de Hesse-Darmstadt; con descendencia (entre otros, Alejandra Fiódorovna Románova, última emperatriz de Rusia).                                                          |
|  | Alfredo     | 1844              | 1900             | Casado en 1874 (23 de enero), María Aleksándrovna de Rusia; con descendencia (entre otros, María de Sajonia-Coburgo-Gotha, reina de Rumanía).                                                                |
|  | Elena       | 1846              | 1923             | Casada en 1866 (5 de julio), Cristián de Schleswig-Holstein; con descendencia |
|  | Luisa       | 1848              | 1939             | Casada en 1871 (21 de marzo), John George Campbell; sin descendencia |
|  | Arturo      | 1850              | 1942             | Casado en 1879 (13 de marzo), Luisa Margarita de Prusia (1860–1917); con descendencia (entre otros, Margarita de Connaught, princesa heredera de Suecia).                                                    |
|  | Leopoldo    | 1853              | 1884             | Casado en 1882 (27 de abril), Elena de Waldeck-Pyrmont; con descendencia (entre otros, Carlos Eduardo, duque de Sajonia-Coburgo-Gotha).                                                                      |
|  | Beatriz     | 1857              | 1944             | Casada en 1885 (23 de julio), Enrique de Battenberg; con descendencia (entre otros, Victoria Eugenia de Battenberg, reina de España).                                                                        |

## Ancestros
| \| \| \| \| \| \| \| \| \| \| \| \| \| \| \| \| \| \| \| \| 16. Francisco Josías de Sajonia-Coburgo-Saalfeld \| \| \| \| \| \| \| \| \| \| \| \| \| \| \| \| \| \| \| \| \| \| \| \| \| \| \| \| \| \| \| \| \| \| \| \| \| \| \| \| \| \| \| \| \| \| \| \| \| \| \| \| \| \| 8. Ernesto Federico de Sajonia-Coburgo-Saalfeld \| \| \| \| \| \| \| \| \| \| \| \| \| \| \| \| \| \| \| \| \| \| \| \| \| \| \| \| \| \| \| \| \| \| \| \| \| \| \| \| \| \| \| \| \| \| \| \| \| \| \| \| \| \| 17. Ana Sofía de Schwarzburg-Rudolstadt \| \| \| \| \| \| \| \| \| \| \| \| \| \| \| \| \| \| \| \| \| \| \| \| \| \| \| \| \| \| \| \| \| \| \| \| \| \| \| \| \| \| \| \| \| \| \| \| \| \| \| \| \| \| 4. Francisco de Sajonia-Coburgo-Saalfeld \| \| \| \| \| \| \| \| \| \| \| \| \| \| \| \| \| \| \| \| \| \| \| \| \| \| \| \| \| \| \| \| \| \| \| \| \| \| \| \| \| \| \| \| \| \| \| \| \| \| \| \| \| \| 18. Fernando Alberto II de Brunswick-Lüneburgo \| \| \| \| \| \| \| \| \| \| \| \| \| \| \| \| \| \| \| \| \| \| \| \| \| \| \| \| \| \| \| \| \| \| \| \| \| \| \| \| \| \| \| \| \| \| \| \| \| \| \| \| \| \| 9. Sofía Antonia de Brunswick-Wolfenbüttel \| \| \| \| \| \| \| \| \| \| \| \| \| \| \| \| \| \| \| \| \| \| \| \| \| \| \| \| \| \| \| \| \| \| \| \| \| \| \| \| \| \| \| \| \| \| \| \| \| \| \| \| \| \| 19. Antonieta Amalia de Brunswick-Wolfenbüttel \| \| \| \| \| \| \| \| \| \| \| \| \| \| \| \| \| \| \| \| \| \| \| \| \| \| \| \| \| \| \| \| \| \| \| \| \| \| \| \| \| \| \| \| \| \| \| \| \| \| \| \| \| \| 2. Ernesto I de Sajonia-Coburgo-Gotha \| \| \| \| \| \| \| \| \| \| \| \| \| \| \| \| \| \| \| \| \| \| \| \| \| \| \| \| \| \| \| \| \| \| \| \| \| \| \| \| \| \| \| \| \| \| \| \| \| \| \| \| \| \| 20. Enrique XXIX de Reuss-Ebersdorf \| \| \| \| \| \| \| \| \| \| \| \| \| \| \| \| \| \| \| \| \| \| \| \| \| \| \| \| \| \| \| \| \| \| \| \| \| \| \| \| \| \| \| \| \| \| \| \| \| \| \| \| \| \| 10. Enrique XXIV de Reuss-Ebersdorf \| \| \| \| \| \| \| \| \| \| \| \| \| \| \| \| \| \| \| \| \| \| \| \| \| \| \| \| \| \| \| \| \| \| \| \| \| \| \| \| \| \| \| \| \| \| \| \| \| \| \| \| \| \| 21. Sofía Teodora de Castell-Remlingen \| \| \| \| \| \| \| \| \| \| \| \| \| \| \| \| \| \| \| \| \| \| \| \| \| \| \| \| \| \| \| \| \| \| \| \| \| \| \| \| \| \| \| \| \| \| \| \| \| \| \| \| \| \| 5. Augusta de Reuss-Ebersdorf \| \| \| \| \| \| \| \| \| \| \| \| \| \| \| \| \| \| \| \| \| \| \| \| \| \| \| \| \| \| \| \| \| \| \| \| \| \| \| \| \| \| \| \| \| \| \| \| \| \| \| \| \| \| 22. Jorge Augusto, conde de Erbach-Schönberg \| \| \| \| \| \| \| \| \| \| \| \| \| \| \| \| \| \| \| \| \| \| \| \| \| \| \| \| \| \| \| \| \| \| \| \| \| \| \| \| \| \| \| \| \| \| \| \| \| \| \| \| \| \| 11. Carolina Ernestina de Erbach-Schönberg \| \| \| \| \| \| \| \| \| \| \| \| \| \| \| \| \| \| \| \| \| \| \| \| \| \| \| \| \| \| \| \| \| \| \| \| \| \| \| \| \| \| \| \| \| \| \| \| \| \| \| \| \| \| 23. Fernanda Enriqueta de Stolbert-Gedern \| \| \| \| \| \| \| \| \| \| \| \| \| \| \| \| \| \| \| \| \| \| \| \| \| \| \| \| \| \| \| \| \| \| \| \| \| \| \| \| \| \| \| \| \| \| \| \| \| \| \| \| \| \| 1. Alberto de Sajonia-Coburgo-Gotha \| \| \| \| \| \| \| \| \| \| \| \| \| \| \| \| \| \| \| \| \| \| \| \| \| \| \| \| \| \| \| \| \| \| \| \| \| \| \| \| \| \| \| \| \| \| \| \| \| \| \| \| \| \| 24. Federico III de Sajonia-Gotha-Altenburgo \| \| \| \| \| \| \| \| \| \| \| \| \| \| \| \| \| \| \| \| \| \| \| \| \| \| \| \| \| \| \| \| \| \| \| \| \| \| \| \| \| \| \| \| \| \| \| \| \| \| \| \| \| \| 12. Ernesto II de Sajonia-Gotha-Altenburgo \| \| \| \| \| \| \| \| \| \| \| \| \| \| \| \| \| \| \| \| \| \| \| \| \| \| \| \| \| \| \| \| \| \| \| \| \| \| \| \| \| \| \| \| \| \| \| \| \| \| \| \| \| \| 25. Luisa Dorotea de Sajonia-Meiningen \| \| \| \| \| \| \| \| \| \| \| \| \| \| \| \| \| \| \| \| \| \| \| \| \| \| \| \| \| \| \| \| \| \| \| \| \| \| \| \| \| \| \| \| \| \| \| \| \| \| \| \| \| \| 6. Augusto de Sajonia-Gotha-Altenburgo \| \| \| \| \| \| \| \| \| \| \| \| \| \| \| \| \| \| \| \| \| \| \| \| \| \| \| \| \| \| \| \| \| \| \| \| \| \| \| \| \| \| \| \| \| \| \| \| \| \| \| \| \| \| 26. Antonio de Sajonia-Meiningen \| \| \| \| \| \| \| \| \| \| \| \| \| \| \| \| \| \| \| \| \| \| \| \| \| \| \| \| \| \| \| \| \| \| \| \| \| \| \| \| \| \| \| \| \| \| \| \| \| \| \| \| \| \| 13. Carlota de Sajonia-Meiningen \| \| \| \| \| \| \| \| \| \| \| \| \| \| \| \| \| \| \| \| \| \| \| \| \| \| \| \| \| \| \| \| \| \| \| \| \| \| \| \| \| \| \| \| \| \| \| \| \| \| \| \| \| \| 27. Carlota de Hesse-Philippsthal \| \| \| \| \| \| \| \| \| \| \| \| \| \| \| \| \| \| \| \| \| \| \| \| \| \| \| \| \| \| \| \| \| \| \| \| \| \| \| \| \| \| \| \| \| \| \| \| \| \| \| \| \| \| 3. Luisa de Sajonia-Gotha-Altenburgo \| \| \| \| \| \| \| \| \| \| \| \| \| \| \| \| \| \| \| \| \| \| \| \| \| \| \| \| \| \| \| \| \| \| \| \| \| \| \| \| \| \| \| \| \| \| \| \| \| \| \| \| \| \| 28. Luis de Mecklemburgo-Schwerin \| \| \| \| \| \| \| \| \| \| \| \| \| \| \| \| \| \| \| \| \| \| \| \| \| \| \| \| \| \| \| \| \| \| \| \| \| \| \| \| \| \| \| \| \| \| \| \| \| \| \| \| \| \| 14. Federico Francisco I de Mecklemburgo-Schwerin \| \| \| \| \| \| \| \| \| \| \| \| \| \| \| \| \| \| \| \| \| \| \| \| \| \| \| \| \| \| \| \| \| \| \| \| \| \| \| \| \| \| \| \| \| \| \| \| \| \| \| \| \| \| 29. Carlota Sofía de Sajonia-Coburgo-Saalfeld \| \| \| \| \| \| \| \| \| \| \| \| \| \| \| \| \| \| \| \| \| \| \| \| \| \| \| \| \| \| \| \| \| \| \| \| \| \| \| \| \| \| \| \| \| \| \| \| \| \| \| \| \| \| 7. Luisa Carlota de Mecklemburgo-Schwerin \| \| \| \| \| \| \| \| \| \| \| \| \| \| \| \| \| \| \| \| \| \| \| \| \| \| \| \| \| \| \| \| \| \| \| \| \| \| \| \| \| \| \| \| \| \| \| \| \| \| \| \| \| \| 30. Juan Augusto de Sajonia-Gotha-Altenburgo \| \| \| \| \| \| \| \| \| \| \| \| \| \| \| \| \| \| \| \| \| \| \| \| \| \| \| \| \| \| \| \| \| \| \| \| \| \| \| \| \| \| \| \| \| \| \| \| \| \| \| \| \| \| 15. Luisa, princesa de Sajonia-Gotha-Altenburgo \| \| \| \| \| \| \| \| \| \| \| \| \| \| \| \| \| \| \| \| \| \| \| \| \| \| \| \| \| \| \| \| \| \| \| \| \| \| \| \| \| \| \| \| \| \| \| \| \| \| \| \| \| \| 31. Luisa, condesa de Reuss-Schleiz \| \| \| \| \| \| \| \| \| \| \| \| \| \| \| \| \| \| \| \| \| \| \| \| \| \| \| \| \| \| \| \| \| \| \| \| \| \| \| \| \| \| \| \| \| \| \| \| \| \| \| \| |                                                   |  |  |  |  |  |  |  |  |  |  |  |  |  |  |  |
| |                                                   |  |  |  |  |  |  |  |  |  |  |  |  |  |  |  |
| | 16. Francisco Josías de Sajonia-Coburgo-Saalfeld  |  |  |  |  |  |  |  |  |  |  |  |  |  |  |  |
| |                                                   |  |  |  |  |  |  |  |  |  |  |  |  |  |  |  |
| |                                                   |  |  |  |  |  |  |  |  |  |  |  |  |  |  |  |
| | 8. Ernesto Federico de Sajonia-Coburgo-Saalfeld   |  |  |  |  |  |  |  |  |  |  |  |  |  |  |  |
| |                                                   |  |  |  |  |  |  |  |  |  |  |  |  |  |  |  |
| |                                                   |  |  |  |  |  |  |  |  |  |  |  |  |  |  |  |
| | 17. Ana Sofía de Schwarzburg-Rudolstadt           |  |  |  |  |  |  |  |  |  |  |  |  |  |  |  |
| |                                                   |  |  |  |  |  |  |  |  |  |  |  |  |  |  |  |
| |                                                   |  |  |  |  |  |  |  |  |  |  |  |  |  |  |  |
| | 4. Francisco de Sajonia-Coburgo-Saalfeld          |  |  |  |  |  |  |  |  |  |  |  |  |  |  |  |
| |                                                   |  |  |  |  |  |  |  |  |  |  |  |  |  |  |  |
| |                                                   |  |  |  |  |  |  |  |  |  |  |  |  |  |  |  |
| | 18. Fernando Alberto II de Brunswick-Lüneburgo    |  |  |  |  |  |  |  |  |  |  |  |  |  |  |  |
| |                                                   |  |  |  |  |  |  |  |  |  |  |  |  |  |  |  |
| |                                                   |  |  |  |  |  |  |  |  |  |  |  |  |  |  |  |
| | 9. Sofía Antonia de Brunswick-Wolfenbüttel        |  |  |  |  |  |  |  |  |  |  |  |  |  |  |  |
| |                                                   |  |  |  |  |  |  |  |  |  |  |  |  |  |  |  |
| |                                                   |  |  |  |  |  |  |  |  |  |  |  |  |  |  |  |
| | 19. Antonieta Amalia de Brunswick-Wolfenbüttel    |  |  |  |  |  |  |  |  |  |  |  |  |  |  |  |
| |                                                   |  |  |  |  |  |  |  |  |  |  |  |  |  |  |  |
| |                                                   |  |  |  |  |  |  |  |  |  |  |  |  |  |  |  |
| | 2. Ernesto I de Sajonia-Coburgo-Gotha             |  |  |  |  |  |  |  |  |  |  |  |  |  |  |  |
| |                                                   |  |  |  |  |  |  |  |  |  |  |  |  |  |  |  |
| |                                                   |  |  |  |  |  |  |  |  |  |  |  |  |  |  |  |
| | 20. Enrique XXIX de Reuss-Ebersdorf               |  |  |  |  |  |  |  |  |  |  |  |  |  |  |  |
| |                                                   |  |  |  |  |  |  |  |  |  |  |  |  |  |  |  |
| |                                                   |  |  |  |  |  |  |  |  |  |  |  |  |  |  |  |
| | 10. Enrique XXIV de Reuss-Ebersdorf               |  |  |  |  |  |  |  |  |  |  |  |  |  |  |  |
| |                                                   |  |  |  |  |  |  |  |  |  |  |  |  |  |  |  |
| |                                                   |  |  |  |  |  |  |  |  |  |  |  |  |  |  |  |
| | 21. Sofía Teodora de Castell-Remlingen            |  |  |  |  |  |  |  |  |  |  |  |  |  |  |  |
| |                                                   |  |  |  |  |  |  |  |  |  |  |  |  |  |  |  |
| |                                                   |  |  |  |  |  |  |  |  |  |  |  |  |  |  |  |
| | 5. Augusta de Reuss-Ebersdorf                     |  |  |  |  |  |  |  |  |  |  |  |  |  |  |  |
| |                                                   |  |  |  |  |  |  |  |  |  |  |  |  |  |  |  |
| |                                                   |  |  |  |  |  |  |  |  |  |  |  |  |  |  |  |
| | 22. Jorge Augusto, conde de Erbach-Schönberg      |  |  |  |  |  |  |  |  |  |  |  |  |  |  |  |
| |                                                   |  |  |  |  |  |  |  |  |  |  |  |  |  |  |  |
| |                                                   |  |  |  |  |  |  |  |  |  |  |  |  |  |  |  |
| | 11. Carolina Ernestina de Erbach-Schönberg        |  |  |  |  |  |  |  |  |  |  |  |  |  |  |  |
| |                                                   |  |  |  |  |  |  |  |  |  |  |  |  |  |  |  |
| |                                                   |  |  |  |  |  |  |  |  |  |  |  |  |  |  |  |
| | 23. Fernanda Enriqueta de Stolbert-Gedern         |  |  |  |  |  |  |  |  |  |  |  |  |  |  |  |
| |                                                   |  |  |  |  |  |  |  |  |  |  |  |  |  |  |  |
| |                                                   |  |  |  |  |  |  |  |  |  |  |  |  |  |  |  |
| | 1. Alberto de Sajonia-Coburgo-Gotha               |  |  |  |  |  |  |  |  |  |  |  |  |  |  |  |
| |                                                   |  |  |  |  |  |  |  |  |  |  |  |  |  |  |  |
| |                                                   |  |  |  |  |  |  |  |  |  |  |  |  |  |  |  |
| | 24. Federico III de Sajonia-Gotha-Altenburgo      |  |  |  |  |  |  |  |  |  |  |  |  |  |  |  |
| |                                                   |  |  |  |  |  |  |  |  |  |  |  |  |  |  |  |
| |                                                   |  |  |  |  |  |  |  |  |  |  |  |  |  |  |  |
| | 12. Ernesto II de Sajonia-Gotha-Altenburgo        |  |  |  |  |  |  |  |  |  |  |  |  |  |  |  |
| |                                                   |  |  |  |  |  |  |  |  |  |  |  |  |  |  |  |
| |                                                   |  |  |  |  |  |  |  |  |  |  |  |  |  |  |  |
| | 25. Luisa Dorotea de Sajonia-Meiningen            |  |  |  |  |  |  |  |  |  |  |  |  |  |  |  |
| |                                                   |  |  |  |  |  |  |  |  |  |  |  |  |  |  |  |
| |                                                   |  |  |  |  |  |  |  |  |  |  |  |  |  |  |  |
| | 6. Augusto de Sajonia-Gotha-Altenburgo            |  |  |  |  |  |  |  |  |  |  |  |  |  |  |  |
| |                                                   |  |  |  |  |  |  |  |  |  |  |  |  |  |  |  |
| |                                                   |  |  |  |  |  |  |  |  |  |  |  |  |  |  |  |
| | 26. Antonio de Sajonia-Meiningen                  |  |  |  |  |  |  |  |  |  |  |  |  |  |  |  |
| |                                                   |  |  |  |  |  |  |  |  |  |  |  |  |  |  |  |
| |                                                   |  |  |  |  |  |  |  |  |  |  |  |  |  |  |  |
| | 13. Carlota de Sajonia-Meiningen                  |  |  |  |  |  |  |  |  |  |  |  |  |  |  |  |
| |                                                   |  |  |  |  |  |  |  |  |  |  |  |  |  |  |  |
| |                                                   |  |  |  |  |  |  |  |  |  |  |  |  |  |  |  |
| | 27. Carlota de Hesse-Philippsthal                 |  |  |  |  |  |  |  |  |  |  |  |  |  |  |  |
| |                                                   |  |  |  |  |  |  |  |  |  |  |  |  |  |  |  |
| |                                                   |  |  |  |  |  |  |  |  |  |  |  |  |  |  |  |
| | 3. Luisa de Sajonia-Gotha-Altenburgo              |  |  |  |  |  |  |  |  |  |  |  |  |  |  |  |
| |                                                   |  |  |  |  |  |  |  |  |  |  |  |  |  |  |  |
| |                                                   |  |  |  |  |  |  |  |  |  |  |  |  |  |  |  |
| | 28. Luis de Mecklemburgo-Schwerin                 |  |  |  |  |  |  |  |  |  |  |  |  |  |  |  |
| |                                                   |  |  |  |  |  |  |  |  |  |  |  |  |  |  |  |
| |                                                   |  |  |  |  |  |  |  |  |  |  |  |  |  |  |  |
| | 14. Federico Francisco I de Mecklemburgo-Schwerin |  |  |  |  |  |  |  |  |  |  |  |  |  |  |  |
| |                                                   |  |  |  |  |  |  |  |  |  |  |  |  |  |  |  |
| |                                                   |  |  |  |  |  |  |  |  |  |  |  |  |  |  |  |
| | 29. Carlota Sofía de Sajonia-Coburgo-Saalfeld     |  |  |  |  |  |  |  |  |  |  |  |  |  |  |  |
| |                                                   |  |  |  |  |  |  |  |  |  |  |  |  |  |  |  |
| |                                                   |  |  |  |  |  |  |  |  |  |  |  |  |  |  |  |
| | 7. Luisa Carlota de Mecklemburgo-Schwerin         |  |  |  |  |  |  |  |  |  |  |  |  |  |  |  |
| |                                                   |  |  |  |  |  |  |  |  |  |  |  |  |  |  |  |
| |                                                   |  |  |  |  |  |  |  |  |  |  |  |  |  |  |  |
| | 30. Juan Augusto de Sajonia-Gotha-Altenburgo      |  |  |  |  |  |  |  |  |  |  |  |  |  |  |  |
| |                                                   |  |  |  |  |  |  |  |  |  |  |  |  |  |  |  |
| |                                                   |  |  |  |  |  |  |  |  |  |  |  |  |  |  |  |
| | 15. Luisa, princesa de Sajonia-Gotha-Altenburgo   |  |  |  |  |  |  |  |  |  |  |  |  |  |  |  |
| |                                                   |  |  |  |  |  |  |  |  |  |  |  |  |  |  |  |
| |                                                   |  |  |  |  |  |  |  |  |  |  |  |  |  |  |  |
| | 31. Luisa, condesa de Reuss-Schleiz               |  |  |  |  |  |  |  |  |  |  |  |  |  |  |  |
| |                                                   |  |  |  |  |  |  |  |  |  |  |  |  |  |  |  |
| |                                                   |  |  |  |  |  |  |  |  |  |  |  |  |  |  |  |

| Predecesora: Adelaida de Sajonia-Meiningen | Príncipe consorte del Reino Unido 1840 (De facto) 1857-1861 | Sucesora: Alejandra de Dinamarca (En 1901) |